# Neos Music
Neos Music (Eigenschreibweise NEOS Music) ist ein deutsches Musiklabel für Neue Musik und zeitgenössischen Jazz.
Gründer und Inhaber des Labels ist Wulf Weinmann, der bereits seit den 1980er Jahren mit seinem Label col legno zahlreiche Ersteinspielungen im Bereich Zeitgenössische Musik veröffentlichte. Mit Neos Music, gegründet 2007, erweiterte er das Angebot. Hinzu kamen Neuinterpretationen von Klassikern der Neuen Musik und Dialoge zwischen Jazz und Neuer Musik. Regelmäßige Kooperationspartner sind die Donaueschinger Musiktage, die Musica Viva (München) und das Internationale Musikinstitut Darmstadt.
Zum Programm des Labels gehören Werke von Kalevi Aho, Maria Baptist, Paul Ben-Haim, Pierre Boulez, Nikolaus Brass, Elliott Carter, Chaya Czernowin, Péter Eötvös, Brian Ferneyhough, Beat Furrer, Vinko Globokar, Georg Friedrich Haas, Hans Werner Henze, Adriana Hölszky, Klaus Huber, Helmut Lachenmann, Horst Lohse, Bruno Maderna, Olivier Messiaen, Olga Neuwirth, Luigi Nono, Younghi Pagh-Paan, Matthias Pintscher, Enno Poppe, Aribert Reimann, Josef Anton Riedl, Wolfgang Rihm, Nikolai Roslawez, Peter Ruzicka, Kaija Saariaho, Rebecca Saunders, Giacinto Scelsi, Mathias Spahlinger, Karlheinz Stockhausen, Galina Ustwolskaja, Charles Uzor, Mieczysław Weinberg, Jörg Widmann, Stefan Wolpe, Iannis Xenakis, Isang Yun, Hans Zender und Bernd Alois Zimmermann.